# Perisporium arundinis
Perisporium arundinis är en svampart som beskrevs av Desm. 1828. Perisporium arundinis ingår i släktet Perisporium, divisionen sporsäcksvampar och riket svampar.   Inga underarter finns listade i Catalogue of Life.